# Jean Philippe Rudolph Marie de Nerée tot Babberich
Jean Philippe Rudolph Marie de Nerée tot Babberich, heer van Babberich (Terborg, 18 januari 1850 - 's-Gravenhage, 21 september 1916) was een Nederlands politicus.

## Biografie
De Nerée was een lid van de familie De Nerée en zoon van mr. Richard Jan Willem Cornelis de Nerée tot Babberich, griffier bij een kantongerecht, en jkvr. Caroline Henriëtte von Weiler. Hij promoveerde in 1878 in de rechtsgeleerdheid (op stellingen) aan de Rijksuniversiteit Leiden (magna cum laude) waarna hij vanaf 1879 adjunct-commies tweede afdeling (staats- en volkenrecht, strafrecht en strafvordering) werd bij het ministerie van Justitie. Tot juli 1889 was hij chef van de eerste afdeling (bestuur provincie en gemeenten, plaatselijke verordeningen, onderwijs, kunsten en wetenschappen, politie, wegen, waterstaat en polderzaken) bij de Provinciale Griffie te Arnhem. Op 3 juli 1889 werd hij lid van Provinciale Staten van Gelderland, hij bleef dit tot 1893. Hij werd tevens lid van Gedeputeerde Staten van Gelderland tot 1893. Hij was commissaris van tuberculose-sanatorium Oranje Nassau's Oord bij Renkum. Van 1893 tot aan zijn dood was hij lid van de Raad van State. Zijn begrafenis werd bijgewoond door prins Hendrik; hij had ook goede contacten met koningin-regentes Emma.

## Nageslacht
Jean Philippe de Nerée tot Babberich was gehuwd met Lucy Thijssen (1853-1930) en ze kregen vijf kinderen.

## Onderscheidingen
- Ridder in de Orde van de Nederlandse Leeuw

- Biografisch Portaal: 77481864
- Parlement.com: vg09lly4ewyq